# آلفرد سانتل
آلفرد سانتل (انگلیسی: Alfred Santell؛ ۱۴ سپتامبر ۱۸۹۵ – ۱۹ ژوئن ۱۹۸۱) کارگردان اهل ایالات متحده آمریکا بود. وی کارگردان فیلم‌هایی همچون پالی هنرمند سیرک، بابا لنگ‌دراز، شوگرل و جک لندن بوده است.

## درگذشت
سانتل در ۱۹ ژوئن ۱۹۸۱ در سالیناس کالیفرنیا درگذشت.